# Романтика (къмпинг)
Романтика е курорт с къмпинг, който се намира в община Аврен, Варненска област в близост до курорта Камчия, река Камчия и село Близнаци. Разположен е край морския бряг на непроходимата лонгозна гора, с която е характерно Северното Черноморие.
В комплекса са изградени бунгала и малки хотели, повечето от които ведомствени. Освен българи най-честите летовници в комплекса са руснаци, чехи и поляци. Къмпингът има широка и дълга плажна ивица. Част от плажа е нудистки. Морското дъно не е каменисто, но е динамично заради вливането на реката, която постоянно променя релефа му. По тази причина туристи със слаби плувни умения са намирали смъртта си.
През Втората световна война местността е била част от отбранителната система на България. На 4 – 5 км от къмпинга в посока север-североизток се намират поделенията „Родни Балкани“ и „Тихина“ от ВМС на Българската армия, достъпни по шосе от с. Близнаци.

## Редовни събития
Посрещане на Джулай морнинг. Участници – хора от цяла България и чужбина.

## Галерия
- Заливът „Романтика“
- Скали при залез край къмпинг „Романтика“